# Emblème de Saint-Martin (Antilles françaises)
Pour les articles homonymes, voir Armoiries de Saint-Martin.

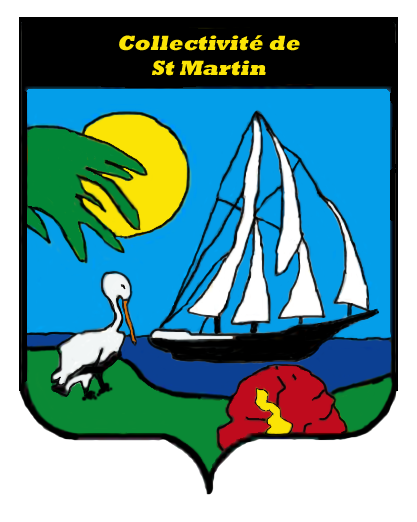
Emblème de la collectivité

L'emblème de la collectivité d'outre-mer de Saint-Martin, partie française de l'île Saint-Martin représente un pélican en plein vol avec la carte de Saint-Martin sur son œil et l'Obélisque de la frontière sur son aile, ainsi qu'un symbole de paix ; survolant la mer et la plage, il est accompagné de papillons et tient dans ses pattes des fleurs d'hibiscus et de flamboyant. Collines à l'horizon, et, tout en bas, un muret en pierre sèche appelé « mur des esclaves ».
Cet emblème en forme d'écu a été réalisé par Claudio Arnell, professeur d’art plastique, à la suite d'un concours organisé par la collectivité en 2010 dont le thème était "L’avenir inspiré par notre héritage" ; il a été sélectionné par un jury présidé par Guillaume Arnell et validé par le conseil territorial le .

## Ancien emblème
L'ancien emblème  était composé :
- de feuilles de palmier devant un soleil pour symboliser le climat tropical ;
- de la représentation d'une côte maritime sous un ciel bleu clair sans nuages ;
- d'un pélican symbolisant la faune de l'île ;
- d'un hibiscus symbolisant sa flore ;
- d'un navire symbolisant le tourisme lié au nautisme.

Dans la partie supérieure dans un rectangle noir était inscrit (jusqu'en 2007) en lettres jaunes « Ville de Saint-Martin » , car Saint-Martin était une commune appartenant à la Guadeloupe, mais depuis 2007 cela a été modifié en « Collectivité de Saint-Martin », à la suite du changement de statut du territoire.
L'ensemble est représenté dans une forme d'écu moderne, toutefois, il ne s'agit pas d'un blason car il n'est pas aux normes et codes héraldiques.
Cet emblème fut dessiné par un jeune saint-martinois lors d'un concours municipal.